# Gilles Coronado
Gilles Coronado (* 26. Oktober 1966 in Avignon) ist ein französischer Jazz- und Fusionmusiker (Gitarre, Komposition).

## Wirken
Coronado, der seit 1991 in Paris tätig ist, war zunächst beeinflusst durch Gitarristen wie John McLaughlin und Robert Fripp. Sein erstes Album Urban Mood (1999) nahm er 1994 auf; Karl Lippegaus zufolge klang es „so neu und zukunftsweisend, dass es zum Kultalbum einer neuen Musikergeneration wurde“.
Coronado hat als Gitarrist einen eigenen Stil entwickelt und wurde einer der gefragten Instrumentalisten im zeitgenössischen französischen Jazz: Er gehörte zu Sarah Murcias Gruppe Caroline, machte Erfahrungen mit dem zeitgenössischen Tanztheater von Mathilde Monnier, Catherine Contour, Thierry Baë und Loïc Touzé, war an Aktionen für France Culture und an Musikprogrammen für Arte beteiligt. Coronado arbeitete mit Innovatoren aus unterschiedlichen Zirkeln wie Guillaume Orti, Vincent Ségal, Alban Darche, Fred Pallem sowie in Formationen wie Thot, Aka Moon Electric, Triple Gee und Collectif Alka, bevor er ab 2011 international im Atlas Trio von Louis Sclavis bekannt wurde, mit dem die Alben Sources und (im Quartett mit Keyvan Chemirani) Silk and Salt Melodies (2014) entstanden. Er gilt auch als „Katalysator, der viele Bands inspiriert hat, deren Musik in keine der gängigen Schubladen passt“.
Coronado bildete ein Quintett mit Serge Adam, Eric Vernhes, Marc Chalosse und Djengo Hartlap. 2005 entstand mit Fred Poulet das Duoalbum Golden Retrieval. Sein drittes Album Au Pire, Un Bien (mit Matthieu Metzger, Antonin Rayon und Franck Vaillant) erschien 2016 und wurde auch beim Berliner Jazzdor-Festival vorgestellt.
```
Stéphane Payen
```